# كيث ستابس
كيث ستابس بالإنجليزية: Keith Stubbs)‏ هو مقدم برامج إذاعية أمريكي، ولد في 12 يناير 1960.